# Jiří Jureček
Jiří Jureček (* 2. září 1980 Ostrava) je český politik, bývalý učitel a podnikatel, od roku 2022 zastupitel města Ostravy, od roku 2014 zastupitel a od roku 2016 starosta městského obvodu Ostrava-Hošťálkovice, člen hnutí STAN.

## Život
V letech 1987 až 1995 absolvoval hokejovou základní školu ve Vítkovicích, hrával též hokej za HC Vítkovice. Následně v letech 1995 až 1999 absolvoval ISŠ Ostrava a v letech 2004 až 2008 vystudoval Pedagogickou fakultu Ostravské univerzity (získal titul Mgr.).
Stál u zrodu amatérského hokejového klubu HC Kora Hošťálkovice a v letech 1999 až 2015 rozhodoval 1. hokejovou ligu. V letech 2001 až 2003 byl zaměstnán v Mateřské škole Exilu. Mezitím také založil rodinnou firmu na dodávku a montáž klimatizací.
Jiří Jureček žije v Ostravě, a to konkrétně v městském obvodu Hošťálkovice. Je ženatý, má tři děti.

## Politické působení
V komunálních volbách v roce 2014 byl zvolen zastupitelem městského obvodu Ostrava-Hošťálkovice, když z pozice lídra a nestraník za hnutí STAN vedl kandidátku subjektu „HC KORA pro HOŠŤÁLKOVICE“. V roce 2016 rezignoval starosta s místostarostou a v září 2016 byl Jureček zvolen novým starostou městského obvodu. Ve volbách v roce 2018 obhájil jako nestraník za hnutí STAN a lídr kandidátky subjektu „OBČANÉ pro HOŠŤÁLKOVICE“ post zastupitele městského obvodu a na konci října 2018 byl po druhé zvolen starostou městského obvodu. Za stejné uskupení byl zvolen zastupitelem městského obvodu i ve volbách v roce 2022. V říjnu 2022 se stal po třetí starostou.
V komunálních volbách v roce 2018 byl též z pozice nestraníka za hnutí STAN lídrem kandidátky do Zastupitelstva města Ostravy, ale neuspěl. Ve volbách v roce 2022 byl z pozice člena hnutí STAN lídrem uskupení „STAROSTOVÉ pro OSTRAVU“ a tudíž i kandidátem na post ostravského primátora. Zastupitelem města byl zvolen.
V krajských volbách v roce 2020 kandidoval jako člen hnutí STAN za uskupení „STAN, ZELENÍ a NEZÁVISLÍ“ do Zastupitelstva Moravskoslezského kraje, ale neuspěl. Ve volbách do Poslanecké sněmovny PČR v roce 2021 kandidoval za hnutí STAN na kandidátce koalice Piráti a Starostové v Moravskoslezském kraji, ale rovněž neuspěl.